# الزرزوریه
الزرزوریه (به عربی: الزرزوریة) یک منطقهٔ مسکونی در سوریه است که در منطقه حمص واقع شده‌است. الزرزوریه ۱٬۱۱۷ نفر جمعیت دارد.